# Чемпионат мира по бобслею и скелетону 2007
57-й чемпионат мира по бобслею и скелетону прошёл с 24 января по 4 февраля 2007 года в швейцарском Санкт-Морице. Для города это был уже 21-й чемпионат мира по бобслею. Впервые в программе чемпионата мира появились состязания смешанных команд, где в совокупности учитываются результаты мужского и женского скелетона, а также время двухместных экипажей из мужского и женского бобслея.

## Медали

### Общий зачёт
| Общее количество медалей |           |        |         |        |       |
| Место                    | Страна    | Золото | Серебро | Бронза | Всего |
| 1                        | Германия  | 3      | 1       | 1      | 5     |
| 2                        | Швейцария | 2      | 2       | 1      | 5     |
| 3                        | США       | 1      | 2       | 3      | 6     |
| 4                        | Канада    | 0      | 1       | 0      | 1     |
| 5                        | Италия    | 0      | 0       | 1      | 1     |

### Медалисты

#### Бобслей
| Дисциплина       | Золото                                                             | Серебро                                                          | Бронза                                                           |
| Мужчины-двойки   | Германия · Андре Ланге · Кевин Куске                               | Швейцария · Иво Рюэгг · Александр Стрельцов · Томми Херцог       | Италия · Симоне Бертаццо · Самуэле Романини                      |
| Мужчины-четвёрки | Швейцария · Иво Рюэгг · Томас Лампартер · Беат Хефти · Седрик Гран | Канада · Пьер Людерс · Кен Котик · Дэвид Биссетт · Лассель Браун | Германия · Андре Ланге · Рене Хоппе · Кевин Куске · Мартин Путце |
| Женщины-двойки   | Германия · Сандра Кириасис · Роми Логш                             | Германия · Катлин Мартини · Янина Тишер                          | США · Шона Робок · Валери Флеминг                                |

Томми Херцог сменил травмировавшегося Александра Стрельцова после третьего заезда.

#### Скелетон
| Дисциплина | Золото           | Серебро       | Бронза       |
| Мужчины    | Грегор Штели     | Эрик Бернотас | Зак Лунд     |
| Женщины    | Ноэль Пикус-Пэйс | Майя Педерсен | Кэти Уландер |

Ноэль Пикус-Пэйс стала первой американкой, выигравшей золотую медаль на чемпионате мира по скелетону.

#### Смешанные команды
| Золото                                                                                                 | Серебро                                                                                         | Бронза                                                                                                   |
| Германия · Франк Клебер · Сандра Кириасис · Берит Виакер · Моника Рикевальд · Карл Ангерер · Марк Кюне | США · Эрик Бернотас · Эрин Пак · Эмили Азеведу · Ноэль Пикус-Пэйс · Майк Кон · Кёртис Томасевич | Швейцария · Грегор Штели · Сабина Хафнер · Катарина Зуттер · Майя Педерсен · Иво Рюэгг · Томас Лампартер |